# Alfred Charles Kinsey
Alfred Charles Kinsey (23. června 1894 Hoboken – 25. srpna 1956 Bloomington) byl americký psycholog, biolog a etolog, profesor entomologie a zoologie, promoval též z psychologie. Značnou část života věnoval výzkumu žlabatek. Později se proslavil svou průkopnickou činností na poli sexuologie a sociologie. Roku 1947 založil Ústav pro výzkum pohlaví a reprodukce (Institute for Research in Sex, Gender and Reproduction) na Indiana University Bloomington, později přejmenovaný na Kinsey Institut (Kinsey Institute for Research in Sex, Gender and Reproduction).
Byl hlavním spoluautorem historicky významných Kinseyových zpráv (Kinsey reports), tj. studie Sexuální chování lidského samce (1948) i následující méně známé publikace Sexuální chování lidské samice (1953). Publikace Sexuální chování lidského samce obsahuje nechvalně známou tabulku 34 do které Kinsey zaznamenal počet orgasmů a dobu trvání stimulace chlapců ve věku od pěti měsíců do čtrnácti let. Některé zdroje však zpochybňují že Alfred Kinsey opravdu sexuálně zneužíval děti, protože jeho výzkum a data byly údajně podvodné. Jeho práce zásadně ovlivnily sexuální revoluci šedesátých let dvacátého století, zejména v USA. Údaj Kinseyovy zprávy o 4 % mužů s trvale homosexuálním chováním, třebaže byl od té doby mnohokrát oponován a korigován, se stal a dodnes zůstal jedním ze základních symbolů homosexuální menšiny a homosexuálního hnutí. Byl také významným aktivistou právě vznikajícího skautského hnutí a měl značné hudební nadání.
V roce 2004 byl v USA natočen film Kinsey, jehož obsahem je stylizovaný popis Kinseyho života a působení. Film vyvolal novou vlnu zájmu o Alfreda Kinseyho a výrazně zvýšil obecné povědomí o něm.

## Životopis

### Dětství a mládí
Narodil se jako nejstarší ze tří dětí v nepříliš zámožné rodině. Jeho otec Alfred Seguine Kinsey byl profesor na Stevens Institute of Technology. Matka Sarah Ann Charles vyšší formální vzdělání neměla. Oba rodiče byli velmi konzervativní křesťané. Otec byl jedním z nejaktivnějších členů místní metodistické církve. Alfred byl vychováván v duchu přísné zbožnosti, v restriktivních postojích vůči vztahům k dívkám, masturbaci i čemukoliv sexuálnímu. Později se distancoval od metodistického náboženství a stal se z náboženského hlediska agnostikem.
V dětství trpěl různými nemocemi, například křivicí (rachitidou) a revmatickými a tyfovými[nepřesný odkaz] horečkami. Finanční situace rodiny neumožňovala optimální léčbu. Mírné zkřivení zad, trvalý následek křivice, jej v roce 1917 uchránilo před odvedením do první světové války.
Zamlada našel zálibu v přírodě, tábornictví a práci s chlapeckou mládeží. Činnost v křesťanské mládežnické organizaci YMCA jej zaujala natolik, že původně zamýšlel se jí po dokončení svých studií věnovat profesionálně. Tento zájem se později odrazil i v jeho studentské práci, v psychologické disertaci o skupinové dynamice chlapců. Zapojil se i do činnosti tehdy vznikající americké skautské organizace Boy Scouts of America (BSA). Rodiče jej v těchto aktivitách silně podporovali, protože v té době byl skauting úzce spjat s křesťanskými principy. Kinsey byl natolik aktivní, že nejvyšší skautské hodnosti, Orlího řádu, dosáhl již po dvou letech, zatímco obvykle její získání trvalo pět až šest let.
Intenzivní kontakt s přírodou v raném mládí byl jednou z příčin Kinseyho zájmu o biologii a zvlášť o entomologii (vědu o hmyzu), které věnoval první polovinu své vědecké kariéry. Ačkoliv jeho srdce bylo oslabeno nemocemi v dětství, absolvoval s vědeckým zaujetím celou řadu náročných expedic. Skautská angažovanost byla zřejmě mocným podnětem i pro druhou, proslavenější polovinu jeho vědeckého života.

### Školní studia
Na střední škole (Columbia High School, Maplewood, New Jersey) byl introvertním, ale mimořádně pracovitým studentem. Mimo tábornictví se nevěnoval sportu a zdá se, že během studia střední (high) i vysoké (college) školy neprožil ani žádné hlubší osobní vztahy. Soustředil své úsilí do akademické práce a zpočátku i do hry na klavír. Nějakou dobu si dokonce přál být koncertním pianistou, ale nakonec se rozhodl věnovat život vědě. Schopností plného vědeckého zaujetí si brzy získal uznání. Během studia se zajímal o botaniku i zoologii. Později prohlásil, že jeho středoškolská učitelka biologie Natalie Roeth byla nejdůležitějším vlivem, který ho přiměl k rozhodnutí stát se vědcem.
Po střední škole chtěl studovat botaniku. Otec se však rozhodl jej dát na technická studia na Stevens Institute of Technology, kde byl profesorem. V této škole byl nešťastný a později poznamenal, že to bylo jedno z nejhorších období jeho života.
Po dvou letech se rozhodl otci vzepřít a prosazoval svůj úmysl studovat biologii na Bowdoin College v Maine. Otec tomuto přání silně odporoval, ale nakonec svolil. Jeho vztah s otcem však značně utrpěl. V roce 1914 Kinsey do této školy nastoupil. Výzkumem hmyzu se zabýval pod vedením Mantona Copelanda. Po dvou letech byl přijat do prestižní studentské vědecké společnosti „Fí Beta Kappa“, této pocty se dostává jen přibližně 1 % studentů. Promoval s vyznamenáním, v biologii a psychologii (psychologická disertační práce se zabývala skupinovou dynamikou chlapců).
Ve studiích pokračoval na Harvardově univerzitě. V Bossey Institute, který měl jeden z nejoceňovanějších biologických programů ve Spojených státech, v aplikované biologii působil William Morton Wheeler, významný entomolog. Kinsey pod jeho vedením pracoval převážně samostatně, což oběma vědcům vyhovovalo. Pro doktorskou práci si zvolil výzkum žlabatek (Cynipidae). Sběru vzorků se věnoval s nadšenou posedlostí. Cestoval a prováděl 26 detailních měření u statisíců žlabatek. Jeho metodika představuje významný přínos entomologii. V roce 1919 získal na Harvardově univerzitě titul Sc.D.
V roce 1920 publikoval pod záštitou Amerického přírodovědného muzea (American Museum of Natural History) v New Yorku několik prací o fylogenezi žlabatek.

### Manželství a rodina
V roce 1921 se oženil. Jeho ženou byla Clara Bracken McMillen, které důvěrně říkal „Mac“ (čti anglicky).
Měli čtyři děti. Prvorozený Don zemřel v roce 1927, těsně před svými pátými narozeninami, na cukrovku. Dcera Anne se narodila roku 1924, dcera Joan roku 1925 a syn Bruce roku 1928.

## Kinseyho sexuální život
Obě Kinseyovy zprávy i jeho soukromý život vyvolaly již od počátku závažné debaty o dopadu na sexuální morálku a polarizovaly americkou společnost. Mnozí příznivci konzervativně-křesťanského pohledu považovali Kinseyho a jeho stoupence za zpustlé libertiny a Kinseyho výzkumy za narušování morálky. Dodnes u většiny z nich Kinseyovo jméno vyvolává odmítavé reakce.
Stal se předmětem pověstí o svých neobvyklých sexuálních praktikách. James H. Jones v životopisné knize Alfred C. Kinsey: A Public/Private Life popisuje Kinseyho jako bisexuálního masochistu. Údajně se účastnil skupinového sexu se svými postgraduálními studenty, manželkou a absolventy. Je také známo, že Kinsey v rámci výzkumu natáčel v podkroví svého domu sexuální akty. Životopisec Jonathan Gathorne-Hardy vysvětlil, že Kinseyův dům byl pro takové filmování používán z důvodů utajení, protože by bylo skandální, kdyby se o něm veřejně vědělo. Vyskytly se i názory, že Kinseyovy filmy nebyly ve skutečnosti vědecké, ale pornografické. Jones uvádí, že Kinseyova žena měla sex i s dalšími muži, ale přesto vztah vydržel po celých 35 let manželství. Žádné z těchto pověstí o Kinseyově vlastním sexuálním životě nebyly potvrzeny oficiálním sdělením Kinseyova institutu. Ačkoliv některé z nich, jako například o Kinseyově bisexualitě, byly potvrzeny z nezávislých zdrojů, o jiných tvrzeních byly vedeny spory.

## Osobní názory
Při vědecké práci Kinsey zaujímal roli nezaujatého pozorovatele. Při svých osvětových přednáškách i v soukromých rozhovorech však vyjadřoval přesvědčení, že společenské normy by měly být ve větším souladu se skutečným chováním lidí. V té době například byl v některých amerických státech trestný orálně-genitální styk. Hlásal toleranci pro různé formy sexuálního chování, od masturbace až po pedofilní kontakty (za určitých okolností). Prý prohlásil: „Jsou pouze tři formy sexuálních abnormalit. Abstinence, celibát a pozdní manželství.“ Vyjadřoval se v tom smyslu, že čím více sexu a s více partnery, tím lépe.

## Vědecká dráha

### Entomologie
Po složení doktorátu nastoupil v roce 1920 jako odborný asistent do zoologického oddělení na Indiana University Bloomington. Jeho žena a kolegové mu říkali Prok (profesor Kinsey). Následujících 16 let pokračoval ve sběru a třídění žlabatek. Zajímal se zejména o evoluční historii tohoto drobného hmyzu, v roce 1930 vydal monografii The Gall Wasp Genus Cynips: A Study in the Origin of Species věnovanou původu druhů žlabatek, a v roce 1935 The Origin of Higher Categories in Cynips, specializovanou na jejich vyšší vývojová stádia.

### Učebnice biologie
V říjnu 1926 vydal středoškolskou učebnici An Introduction to Biology (Úvod do biologie). Kniha se hlásí k myšlence evoluce a sjednocuje na společných principech zoologii a botaniku, které do té doby byly často vnímány jako samostatné, oddělené obory. Revidovaná vydání vyšla i v letech 1933 a 1938.

### Lidské sexuální chování a „Kinseyho zprávy“
Obecně je považován za zakladatele sociologické sexuologie, systematického a vědeckého zkoumání lidské sexuality. Nejprve se, po intenzivních diskusích s kolegou Robertem Krocem, kolem roku 1933 začal zajímat o různé formy sexuálních praktik. Pravděpodobně různost způsobů páření žlabatek jej přivedla k údivu nad tím, jak rozmanité jsou sexuální praktiky i mezi lidmi.
V roce 1935 přispěl do fakultní diskusní skupiny na Indiana University přednáškou, která byla jeho prvním veřejným vystoupením k tématu. Zaútočil v ní na rozsáhlou obecnou neznalost anatomie i fyziologie sexuality a vyjádřil svoji tezi, že opožděné sňatky (pozdní sexuální zkušenosti) jsou psychicky škodlivé. Od roku 1938 prováděl na půdě univerzity osvětové přednášky o sexualitě. Kinsey obdržel od Rockefellerovy nadace (Rockefeller Foundation) výzkumnou dotaci, která mu umožnila zkoumat lidské sexuální chování prostřednictvím rozhovorů s tisíci respondentů.
V roce 1948 vydal výzkumný kolektiv publikaci Sexuální chování muže (Sexual Behavior in the Human Male), v roce 1953 Sexuální chování ženy (Sexual Behavior in the Human Female). Tyto takzvané Kinseyovy zprávy (Kinsey Reports) se staly bestsellery. Články o něm se začaly objevovat v prestižních i populárních magazínech a vyvolaly bouřlivé diskuse a polemiky. Prezident Indiana University Herman B. Wells hájil jeho výzkumy, které se staly testem akademické svobody.
Vlna odporu po vydání druhé Kinseyho zprávy v roce 1953 byla natolik silná, že Rockefellerova nadace ukončila financování projektu. Jeho činnost odsoudil známý kazatel Billy Graham. Kinsey byl vyslýchán před Kongresem, obviněn z obscénnosti, vyšetřován FBI. Byl označen za komunistu, který přišel, aby zničil americkou rodinu. Zbytek života strávil v permanentním stresu a hluboké depresi.

### Významné publikace
- Nové druhy a synonymnost amerických žlabatek (New Species and Synonymy of American Cynipidae), Bulletin of the American Museum of Natural History, 1920
- Počátky amerických žlabatek (Life Histories of American Cynipidae), Bulletin of the American Museum of Natural History, 1920
- Fylogeneze druhů žlabatek a biologické charakteristiky (Phylogeny of Cynipid Genera and Biological Characteristics), Bulletin of the American Museum of Natural History, 1920
- Úvod do biologie (An Introduction to Biology), 1926
- Žlabatky rodu Cynips: Studie o původu druhů (The Gall Wasp Genus Cynips: A Study in the Origin of Species), 1930
- Nový úvod do biologie (New Introduction to Biology), 1933, revidované vydání 1938
- Původ vyšších kategorií rodu Cynips (The Origin of Higher Categories in Cynips), 1935
- Sexuální chování muže (Sexual Behavior in the Human Male), 1948, reprint 1998
- Sexuální chování ženy (Sexual Behavior in the Human Female), 1953, reprint 1998

V češtině nebyla vydána žádná z Kinseyho publikací.

## Úmrtí
Zemřel dne 25. srpna 1956 ve věku 62 let ve stavu vážné deprese na srdeční selhání a zápal plic.

## Kinsey v umění a médiích
V roce 2003 měl v Chicagu premiéru muzikál o Kinseyho životě s názvem Dr. Sex (vítěz 7 Jeff Awards).
Americký spisovatel Thomas Coraghessan Boyle v roce 2004 napsal novelu The Inner Circle
(Úzký kruh, v němčině vyšla pod názvem Dr. Sex)
V roce 2004 v USA natočil režisér Bill Condon film Kinsey, jehož obsahem je stylizovaný popis Kinseyho života a působení. Kinseyho hrál Liam Neeson a jeho ženu Laura Linneyová. Film byl distribuován i v českých kinech.
PBS (Public Broadcasting Service, americká televizní síť) v roce 2005 přinesla filmový dokument, v němž Kinseyho institut seznamuje veřejnost s mnoha z Kinseyových spisů.